# Miączyn (gromada)
Miączyn – dawna gromada, czyli najmniejsza jednostka podziału terytorialnego Polskiej Rzeczypospolitej Ludowej w latach 1954–1972.
Gromady, z gromadzkimi radami narodowymi (GRN) jako organami władzy najniższego stopnia na wsi, funkcjonowały od reformy reorganizującej administrację wiejską przeprowadzonej jesienią 1954 do momentu ich zniesienia z dniem 1 stycznia 1973, tym samym wypierając organizację gminną w latach 1954–1972.
Gromadę Miączyn z siedzibą GRN w Miączynie utworzono – jako jedną z 8759 gromad na obszarze Polski – w powiecie hrubieszowskim w woj. lubelskim na mocy uchwały nr 8 WRN w Lublinie z dnia 5 października 1954. W skład jednostki weszły obszary dotychczasowych gromad Czartoria, Miączyn wieś, Miączyn kol. i Ministrówka ze zniesionej gminy Miączyn w tymże powiecie. Dla gromady ustalono 14 członków gromadzkiej rady narodowej.
1 stycznia 1960 do gromady Miączyn włączono obszar zniesionej gromady Zawalów w tymże powiecie.
1 stycznia 1962 do gromady Miączyn włączono wieś i kolonię Świdniki, kolonię Świdniki-Popówka, wieś Żuków oraz kolonie Dębina, Świdniki kol. nr 1 i Grabowiecka kol. nr 2 ze zniesionej gromady Świdniki w tymże powiecie.
Gromada przetrwała do końca 1972 roku, czyli do kolejnej reformy gminnej. 1 stycznia 1973 w powiecie hrubieszowskim reaktywowano gminę Miączyn (od 1999 gmina Miączyn znajduje się w powiecie zamojskim w woj. lubelskim).